# Zahava Gal-On
Zahava Gal-On (hebrejsky זהבה גלאון, Zahava Gal'on) je izraelská politička a poslankyně Knesetu za stranu Merec.

## Biografie
Narodila se 4. ledna 1956 ve Vilniusu v tehdejším Sovětském svazu, dnes Litva. V roce 1956 přesídlila do Izraele. Sloužila v izraelské armádě, kde získala hodnost seržanta (Samal). Absolvovala učitelský kurz a kurz pro speciální pedagogiku. Na Hebrejské univerzitě studuje v magisterském programu. Hovoří hebrejsky, anglicky, rusky a jidiš.

## Politická dráha
Působila jako ředitelka organizace Be-celem a ředitelka institutu International Center for Peace in the Middle East.
V izraelském parlamentu zasedla poprvé po volbách do Knesetu v roce 1999, ve kterých kandidovala za stranu Merec. Působila jako člen ve výboru pro status žen, výboru pro zahraniční záležitosti a obranu, výboru House Committee a předsedala vyšetřovací komisi pro obchod se ženami. Znovu byla zvolena ve volbách do Knesetu v roce 2003, nyní za kandidátní listinu Merec-Jachad. Pracovala jako člen výboru House Committee, výboru pro ústavu, právo a spravedlnost a předsedala opět vyšetřovací komisi pro obchod se ženami a podvýboru pro obchod se ženami.
Mandát obhájila ve volbách do Knesetu v roce 2006. Po nich se v Knesetu zapojila jako člen do činnosti výboru pro ústavu, právo a spravedlnost, výboru House Committee, výboru pro status žen a nadále předsedala vyšetřovací komisi pro obchod se ženami. V období 1999–2006 působila jako předsedkyně poslaneckého klubu Merec.
Voleb do Knesetu v roce 2009 se účastnila, ale mandát nezískala. Do Knesetu zasedla až jako náhradnice v březnu 2011 po rezignaci Chajima Orona. V únoru 2012 se stala předsedkyní strany Merec a v předčasných volbách v roce 2013 byla opět zvolena do Knesetu. Mandát obhájila rovněž ve volbách v roce 2015.